# Józef Krawecki
Józef Krawecki (ur. 21 sierpnia 1895 w Radłowie, zm. wiosną 1940 w Katyniu) – porucznik artylerii Wojska Polskiego, kawaler Krzyża Niepodległości, ofiara zbrodni katyńskiej.

## Życiorys
Urodził się jako najmłodszy syn w rodzinie Jakuba i Katarzyny z Kulpów. Po wybuchu I wojny światowej wcielony do armii austriackiej, następnie żołnierz Legionów Polskich. Służył w stopniu ogniomistrza w 1 pułku artylerii polowej Legionów. Będąc podoficerem 9 pułku artylerii ciężkiej z dniem 1 października 1920 został awansowany do stopnia podporucznika artylerii z „równoczesnym zaliczeniem do rezerwy armii i powołaniem do czynnej służby na czas wojny, aż do demobilizacji”. W 1921 przeniesiony do rezerwy. W 1923 w stopniu porucznika ze starszeństwem z dniem 1 czerwca 1919 i 722 lokatą był oficerem rezerwy 2 pułku artylerii polowej Legionów. W styczniu 1929 roku został jako oficer rezerwy przeniesiony z 2 pułku artylerii polowej do 3 pułku artylerii polowej Legionów. W 1934 podlegał pod PKU Lublin Miasto i był nadal oficerem rezerwy 3 pal.  
W okresie międzywojennym po demobilizacji uzupełnił wykształcenie i podjął pracę jako ekonomista.  
W 1939 zmobilizowany do macierzystego 3 pułku artylerii lekkiej. W kampanii wrześniowej wzięty do niewoli radzieckiej. Według stanu na kwiecień 1940 był jeńcem obozu w Kozielsku. Między 19 a 21 kwietnia 1940 przekazany do dyspozycji naczelnika smoleńskiego obwodu NKWD – lista wywózkowa 036/2 z 16.04.1940. Został zamordowany między 20 a 22 kwietnia 1940 przez NKWD w lesie katyńskim. Zidentyfikowany podczas ekshumacji prowadzonej przez Niemców w 1943, zapis w dzienniku ekshumacji pod datą 4.05.1943. Przy szczątkach Józefa Kraweckiego w mundurze oficerskim znaleziono akt nadania Krzyża Niepodległości, jeden list, zapalniczkę z monogramem JK oraz dwa różne kolczyki damskie, dwa sznureczki pereł (zniszczone). Wg Auswaertiges Amt – Amtliches Material Zum Massenmord Von Katyn zapalniczka miała monogram FK, i znaleziono dwa naszyjniki i kolczyki. Figuruje na liście AM-191-931 i liście Komisji Technicznej PCK pod numerem: GARF-25-0931. Nazwisko Kraweckiego znajduje się na liście ofiar (pod nr 899) opublikowanej w Gońcu Krakowskim nr 113, w Nowym Kurierze Warszawskim nr 117 z i Gazecie Ilustrowanej nr 23 z 1943. Krewni do 1946 poszukiwali informacji przez Biuro Informacji i Badań Polskiego Czerwonego Krzyża w Warszawie.

## Życie prywatne
Żonaty z Anielą z Sarnackich, miał syna Janusza. Zamieszkał w Lublinie. Prowadził firmę „Józef Krawecki i S-ka” zajmującą się handlem towarami sezonowymi najpierw na ul. Bernardyńskiej 2, a następnie na Krakowskim Przedmieściu 46 w Lublinie. Był wspólnikiem w powstałej 30 listopada 1928 firmie „Pomoc” Biuro Księgowości, Porad w sprawach skarbowych. Kierownik Działu w Biurze Rachunkowości Rolnej w Lublinie. 

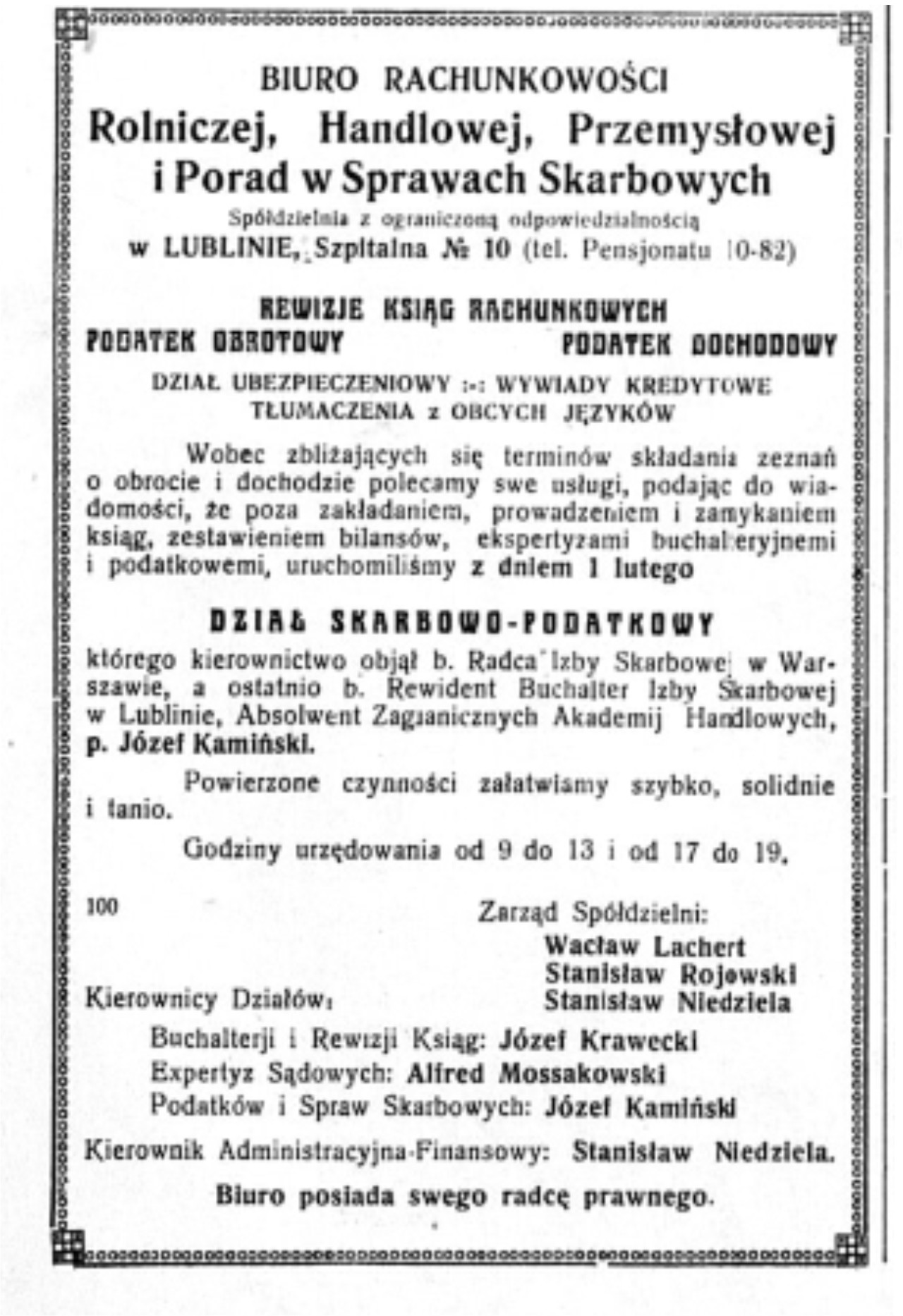
Ogłoszenie firmy Kraweckiego

## Upamiętnienie
5 października 2007 minister obrony narodowej Aleksander Szczygło mianował go pośmiertnie na stopień kapitana. Awans został ogłoszony 9 listopada 2007, w Warszawie, w trakcie uroczystości „Katyń Pamiętamy – Uczcijmy Pamięć Bohaterów”.
Na Symbolicznej Mogile Katyńskiej na terenie cmentarza komunalnego (dawniej wojskowego) w Lublinie
Na tablicy w kościele pw. Św. Katarzyny w Zamościu 

## Awanse
- podporucznik – 1920
- porucznik – 1923

## Ordery i odznaczenia
- Krzyż Niepodległości – 16 marca 1937 roku „za pracę w dziele odzyskania niepodległości”[19][20][21]
- Krzyż Walecznych[4]
- Krzyż Kampanii Wrześniowej – pośmiertnie 1 stycznia 1986[22]